# Klippensittich
Der Klippensittich (Neophema petrophila) ist eine Papageienart aus der Gattung der Grassittiche (Neophema). Er kommt in Australien ausschließlich an der Küste vor und entfernt sich nur selten mehr als wenige hundert Meter vom Meer. Der Klippensittich besiedelt damit für eine Papageienart einen sehr ungewöhnlichen Lebensraum.
Klippensittiche sind in Australien gesetzlich geschützt, sind aber innerhalb ihres verhältnismäßig kleinen Verbreitungsgebietes häufige Vögel.

## Erscheinungsbild
Klippensittiche erreichen eine Körperlänge von 22 Zentimetern und wiegen zwischen 44 und 67 Gramm. Der Geschlechtsdimorphismus ist nur gering ausgeprägt. Von allen Grassittichen weisen sie die matteste Gefiederfärbung auf. Verglichen mit dem Feinsittich und dem Schmucksittich wirkt ihr Körperbau kompakt. 
Beim Männchen sind der Scheitel und die Körperoberseite bräunlich oliv. Ähnlich wie Feinsittich und Schmucksittich haben sie ein dunkelblaues Stirnband, das hellblau eingefasst ist. Hellblau ist auch der Zügel sowie die Augenumgebung und die vordere Wangenhälfte. Der Bauch ist bräunlich gelb und geht auf den Flanken und den Unterschwanzdecken in ein leuchtendes Gelb über. Ähnlich wie beim Feinsittich weisen einige Individuen der Klippensittiche am Bauch orange Farbpartien auf. Der Flügelbug ist violett. Auf den Armdecken und den kleinen äußeren Flügeldecken geht das Violett in ein Hellblau über. Die Handdecken und Handschwingen sind schwarzblau. Die Schwanzunterseite ist gelb. Der kleine Schnabel ist dunkelgrau und die Iris ist dunkelbraun.
Die Weibchen ähneln den Männchen, haben aber in der Regel ein sehr viel schmäleres Stirnband.

## Verbreitung und Lebensraum
Klippensittiche kommen in drei disjunkten Verbreitungsgebieten entlang der Küste sowie auf den der Küste vorgelagerten Inseln des südlichen und südwestlichen Australiens vor. 
Unter den Grassittichen weisen Klippensittiche die größte Habitatspezialisierung auf. Sie kommen ausschließlich in den Sanddünen der Küste, den Mangroven, Salzwiesen sowie im küstennahen Marschland vor. Sie besiedeln auch kahle Felseninseln. 

## Verhalten
Die Nahrung der Klippensittiche besteht aus den Samen von Gräsern sowie Samen und Früchten von Sträuchern, die zwischen den Felsen der Gezeitenzone wachsen. Zu den wichtigsten Nahrungspflanzen zählen Sukkulenten. Es gibt einzelne Populationen, die ihre Schlafplätze auf küstennahen Inseln haben und deren Futtergebiete an der Küste des Festlands liegen. Diese Vögel überqueren auf dem Flug zu den Futterplätzen 20 Kilometer offenes Meer.
Der Klippensittich weist ein für Papageien ungewöhnliches Sozialleben auf. Anders als die meisten Papageienarten lebt er außerhalb der Paarungszeit paarweise oder in kleinen Trupps und schließt sich während der Fortpflanzungszeit zu Brutkolonien zusammen. Typischer für Papageien ist es, dass sich Brutvögel vom Schwarm absondern und während der Fortpflanzungszeit paarweise leben.
Die Fortpflanzungszeit der Klippensittiche fällt in den Zeitraum von August bis Dezember. Anders als die meisten Papageienarten brüten sie nicht in Baumhöhlen, sondern in Felsspalten und unter Felsvorsprüngen. Die Nester finden sich häufig gut versteckt hinter Vegetation. Das Gelege besteht aus vier bis sechs Eiern. Es brütet nur das Weibchen. Das Männchen füttert das Weibchen am Nest oder in Nestnähe. An der Aufzucht der Nestlinge sind beide Elternvögel beteiligt. Die Jungvögel sind mit etwa 30 Tagen flügge und bilden mit ihren Elternvögeln lockere Futterschwärme.

## Belege